# Église Saint-Michel de Lanslevillard
L'église Saint-Michel est une église catholique située en France à Lanslevillard, dans le département de la Savoie en région Auvergne-Rhône-Alpes.

## Localisation
L'église est située dans le département français de la Savoie, sur la commune de Lanslevillard.

## Historique
L'édifice est classé au titre des monuments historiques en 1991.